# Mr. Eko
Eko Tunde, bedre kendt som Mr. Eko, er en fiktiv person i den amerikanske tv-serie Lost, spillet af Adewale Akinnuoye-Agbaje.

## Baggrund
Mr. Eko blev – ligesom mange af seriens andre hovedroller – modificeret betydeligt mellem det originale udkast og karakterens egentlig indtrædelse i serien.

### Personlighed
Mr. Eko er en kontant personlighed, der har tendens til at drage impulsive konklusioner, såvel som handlinger. Han er ikke bleg for at afpresse folk, ikke engang sin egen bror, Yemi – og han trækker det meste af sit liv ingen moralske grænser. Eksempelvis tvinger han sin bror til at gøre Eko og hans medsammensvorgne til præster, så de kan flyve narkotika ud af Nigeria med nødhjælpsfly.

## Biografi

### Før flystyrtet
Eko indleder sit kriminelle liv i en ganske ung alder, hvor han forhindrer sin bror, Yemi, i at få et identisk liv. Under en soldatinvasion i deres landsby, forsøger soldaterne at tvinge Yemi til at skyde en gammel mand. Eko tager pistolen fra Yemis, skyder den gamle mand og tvinges med soldaterne.
Der går mange år før Eko vender tilbage, og da han gør er det for at smugle narkotika over grænserne, med hjælp fra sin bror og hans affiliering med de religiøse hjæpeorganisationer.
Kort før Eko og hans kompagner kan forlade med deres last, gør Yemi et sidste forsøg for at tale Eko ud af miljøet. Militæret ankommer til landingsbanen og skyder ved et uheld Yemi, og Eko drager tilbage til landsbyen for at overtage sin brors plads.

### Efter flystyrtet
Mr. Eko ender op sammen med halepartiets overlevende.

#### Sæson 2
Tekst mangler, hjælp os med at skrive teksten

#### Sæson 3
Han dør i The Cost of Living, efter at have nægtet at tilkendegive sine synder.